# Ключи (Прокопьевский район)
Ключи — посёлок в Прокопьевском районе Кемеровской области. Входит в состав Яснополянского сельского поселения.

## География
Центральная часть населённого пункта расположена на высоте 364 метров над уровнем моря.

## Население
| 2010 |
| ---- |
| 105  |